# 劉愛利
劉愛利（ユ・エリ、유애리、1958年9月15日 - ）は、大韓民国の韓国放送公社 (KBS) 所属のアナウンサー。建国大学校英語英文学科を卒業し、1981年にKBSの第8期公募採用でアナウンサーとして採用され入局した。1995年にKBS全州放送総局アナウンサー部部長に就任し、翌年まで務めた。1998年に韓国放送公社女性協会会長に就任した。2010年6月にKBSアナウンサー室韓国語研究部部長に就任した。他に放送言語審議委員会委員ならびに政府言論外来語審議共同委員会審議委員を務める。